# Huset Windsor

Emblem.

Windsor är den brittiska kungafamiljens släktnamn. Det ändrades 1917 från Saxe-Coburg-Gotha (tyska: Sachsen-Coburg-Gotha), vilket var det namn drottning Viktoria och hennes son Edvard VII använde, om än sparsamt. Huset Sachsen-Coburg-Gotha är egentligen en gren av den kungliga ätten Wettin. De antityska stämningarna under första världskriget gjorde att kung Georg V kände sig föranledd att ändra namnet på kungahuset, något som även den invandrade furstesläkten Battenberg gjorde (och blev Mountbatten).
Charles III är på modersidan tillhörig huset Windsor och på faderns sida är han medlem av huset Oldenburg i grenen Schleswig-Holstein-Sonderburg-Glücksburg.

## Tronföljden till den brittiska kronan
Jämför med Brittiska tronföljden.
Barn till Georg VI visas i rött. Barnbarn till Georg VI visas i blått. Barnbarns barn till Georg VI visas i grönt. Övriga visas i gult.
| Generationer från Georg V | Plats i tronföljden | Namn                          | Födelsedatum och ålder | Bild |
| ------------------------- | ------------------- | ----------------------------- | ---------------------- | ---- |
| Ättlingar till Georg VI   |                     |                               |                        |      |
| 4                         | 1                   | William, prins av Wales       | 21 juni 1982           |      |
| 5                         | 2                   | Prins George av Wales         | 22 juli 2013           |      |
| 5                         | 3                   | Prinsessan Charlotte av Wales | 2 maj 2015             |      |
| 5                         | 4                   | Prins Louis av Wales          | 23 april 2018          |      |
| 4                         | 5                   | Prins Harry, hertig av Sussex | 15 september 1984      |      |